# Feel Good Time
"Feel Good Time" é uma canção de P!nk com William Orbit. Estava na trilha sonora do filme de 2003 Charlie's Angels: Full Throttle e mais tarde foi incluído na edição não-EUA do terceiro álbum de P!nk, Try This. Chegou a #60 posição na Billboard Hot 100 e #3 posição na parada de singles do Reino Unido. "Feel Good Time" mostra mostras de "Fresh-Garbage" da banda Spirit, a partir de seu álbum de 1968 Spirit.
A canção foi originalmente escrita e gravada por Beck e William Orbit, com a intenção de ser uma pista de Beck, mas depois que P!nk queria cantar a canção, Beck deu a canção para ela. Os vocais e guitarra de Beck foram removidos e substituídos com vocais de P!nk. A versão original de Beck foi jogada sobre o programa de rádio de Orbit e, embora nunca oficialmente lançada, pode ser encontrada em programas de compartimento de arquivos.

## Faixas
1. "Feel Good Time" (Versão do Single) - 3:42
2. "Feel Good Time" (D-Bop's Full Throttle Mix) – 7:58
3. "Feel Good Time" (Boris & Beck's Massive Vocal) – 8:05

## Prémios
"Feel Good Time" foi nomeado para o Grammy Award de 2004 de Melhor Colaboração Pop com Vocais.

## Desempenho nas paradas musicais
| Parada musical (2003)                                | Melhor Posição |
| ---------------------------------------------------- | -------------- |
| Austrália - ARIA Singles Chart Australiano           | 7              |
| Austrália - Airplay Chart Australiano                | 2              |
| Áustria - Austrian Singles Top 75                    | 9              |
| Dinamarca - Danish Top 20 Singles                    | 14             |
| Países Baixos - Dutch Top 40                         | 13             |
| Finlândia - Finnish Top 20 Singles                   | 12             |
| França - French Top 100 Singles                      | 74             |
| Alemanha - Germany Top 100                           | 16             |
| Itália - Italy Top 100 Singles                       | 18             |
| Noruega - Norwegian Top 20 Singles                   | 6              |
| Suíça - Swiss Singles Top 100                        | 12             |
| Reino Unido - UK Singles Top 75                      | 3              |
| Estados Unidos - Billboard Hot 100                   | 60             |
| Estados Unidos - Billboard Hot Dance Music/Club Play | 8              |
| Estados Unidos - Billboard Top 40 Mainstream         | 15             |
| Estados Unidos - Billboard Top 40 Tracks             | 23             |
| Estados Unidos - Billboard Adult Top                 | 40             |

## Certificações
| País    | Certificação | Vendas    |
| ------- | ------------ | --------- |
| Mundial |              | 1,600,000 |

### Histórico na Billboard Hot 100
O single estreou na tabela Hot 100 da Billboard em 28 de Junho de 2003, na #69 posição, e permaneceu na tabela por 5 semanas, até 26 de Julho de 2003.
| Semana | Data                | Posição | Ref.  |
| ------ | ------------------- | ------- | ----- |
| 1      | 28 de Junho de 2003 | 69      | [ 1 ] |
| 2      | 5 de Julho de 2003  | 60      | [ 3 ] |
| 3      | 12 de Julho de 2003 | 60      | [ 4 ] |
| 4      | 19 de Julho de 2003 | 62      | [ 5 ] |
| 5      | 26 de Julho de 2003 | 87      | [ 2 ] |